# Allonne (Oise)
Allonne è un comune francese di 1 611 abitanti situato nel dipartimento dell'Oise della regione dell'Alta Francia.

## Società

### Evoluzione demografica
Abitanti censiti